# Resupinatus physaroides
Resupinatus physaroides är en svampart som beskrevs av Malençon 1975. Resupinatus physaroides ingår i släktet Resupinatus och familjen Tricholomataceae.   Inga underarter finns listade i Catalogue of Life.